# Volujak (Vareš, BiH)
Volujak je bivše samostalno naselje s područja današnje općine Vareš, Federacija BiH, BiH.

## Povijest
Za vrijeme socijalističke BiH ovo je naselje pripojeno naselju Vareš.